# Nematostella nathorsti
Nematostella nathorsti är en havsanemonart som först beskrevs av Oscar Henrik Carlgren 1921.  Nematostella nathorsti ingår i släktet Nematostella och familjen Edwardsiidae. Inga underarter finns listade i Catalogue of Life.